# (7246) 1991 RP25
A (7246) 1991 RP25 a Naprendszer kisbolygóövében található aszteroida. Holt, H. E. fedezte fel 1991. szeptember 12-én.